# Port lotniczy San Pédro
Port lotniczy San Pédro – międzynarodowy port lotniczy położony w San Pédro na Wybrzeżu Kości Słoniowej.

## Kierunki lotów i linie lotnicze
| Linia Lotnicza    | Kierunek   |
| ----------------- | ---------- |
| Air Côte d'Ivoire | 1. Abidżan |